# Elizabeth Wein
Elizabeth Wein, född 2 oktober 1964, är en amerikansk författare. Hon skriver historiska böcker för unga vuxna.

## Författarskap
Weins första fem böcker, serien Lion Hunters, är en återberättad version av legenderna om Kung Arthur, och de utspelar sig i kungadömet Aksum i 500-talets Etiopien. Berättelserna fokuserar på hennes tolkning av karaktären Mordred och hans half-aksumiska, halv-brittiska son Telemakos.
Elizabeth Wein har blivit internationellt uppmärksammad i samband med hennes bok Kodnamn Verity (2012) som är den första i serien Young Pilots. Boken utspelar sig under andra världskriget och skildrar vänskapen mellan två brittiska kvinnor: en pilot och en spion. Boken fick ett Printz Award Honor år 2013. I serien om unga piloter finns ytterligare två böcker.